# 圣母圣衣圣殿 (累西腓)
圣母圣衣圣殿（葡萄牙语：Basílica e Convento de Nossa Senhora do Carmo；英语：Basilica and Convent of Our Lady of Mount Carmel）是一座罗马天主教宗座圣殿，位于巴西伯南布哥州累西腓。

## 历史

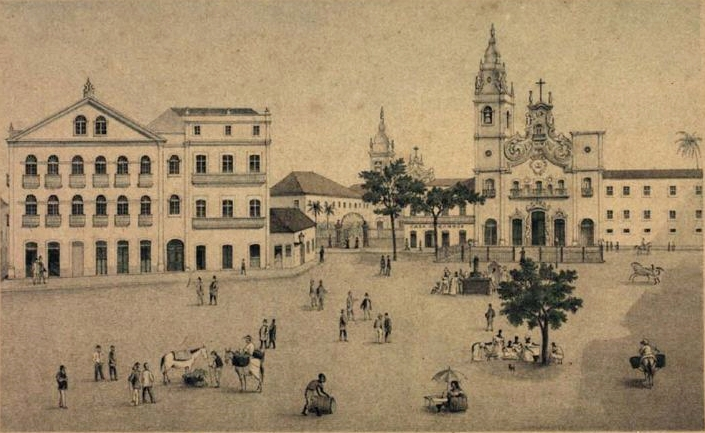
1878年

1580年，加尔默罗会修士从葡萄牙进入巴西。1584年，在奥林达建立了巴西第一座修道院。1654年建立了累西腓修院。1665年开始建造教堂，到一百年后的1767年才完成。
祖比·帕尔马雷斯死后，首级就挂在这个教堂，直到完全腐烂。
教堂毗邻圣母圣衣修道院, Frei Caneca （1779 –1825年）就是在那里发愿修道，也是埋葬在那里。
1909年，嘉模圣母成为累西腓的主保圣人，1919年9月21日加冕。1917年，该堂被列入梵蒂冈圣伯多禄大殿。1922年，该堂升格为宗座圣殿。
1938年10月5日，圣母圣衣圣殿成为巴西国家历史遗产。

## 建筑

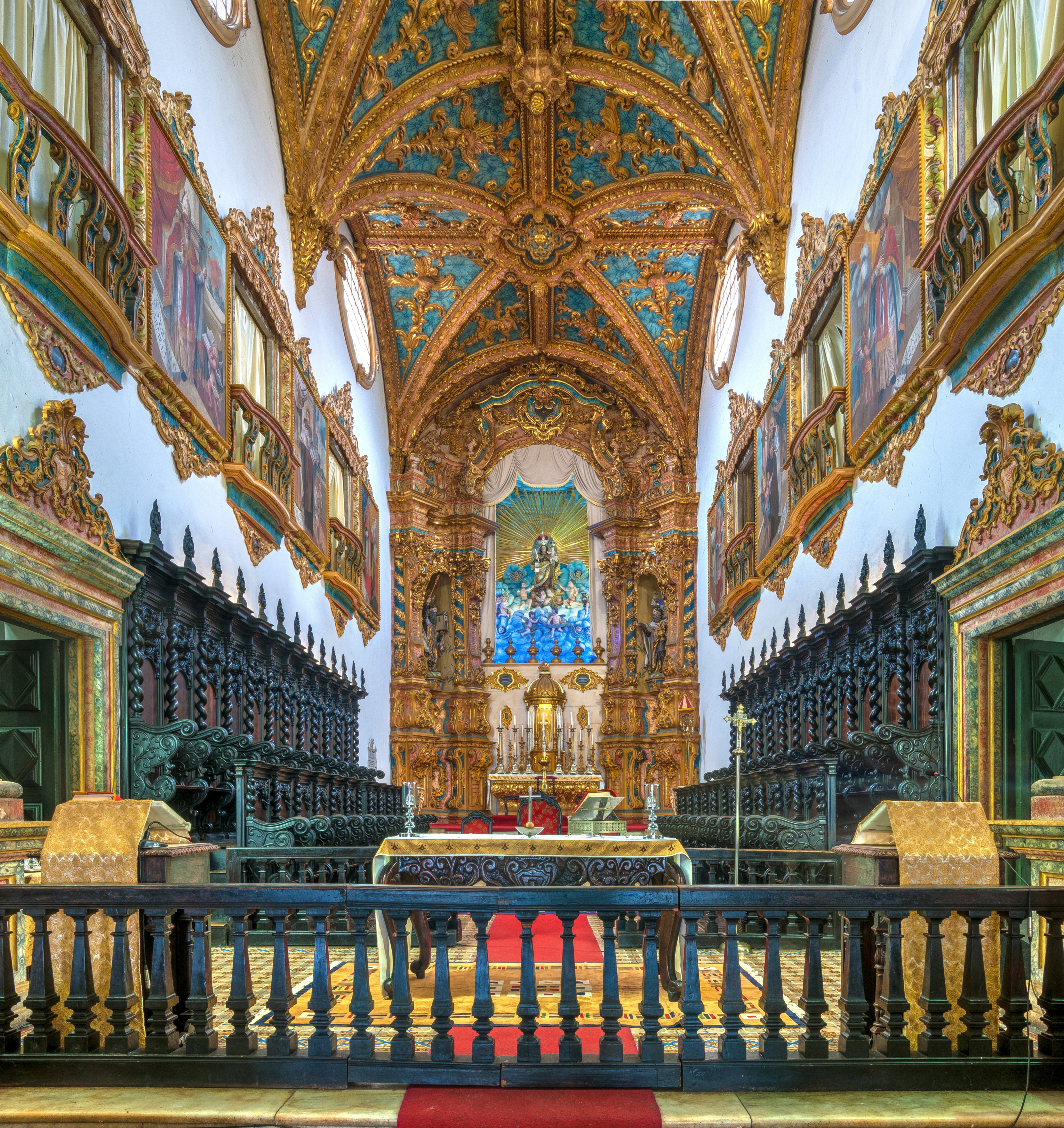
内部

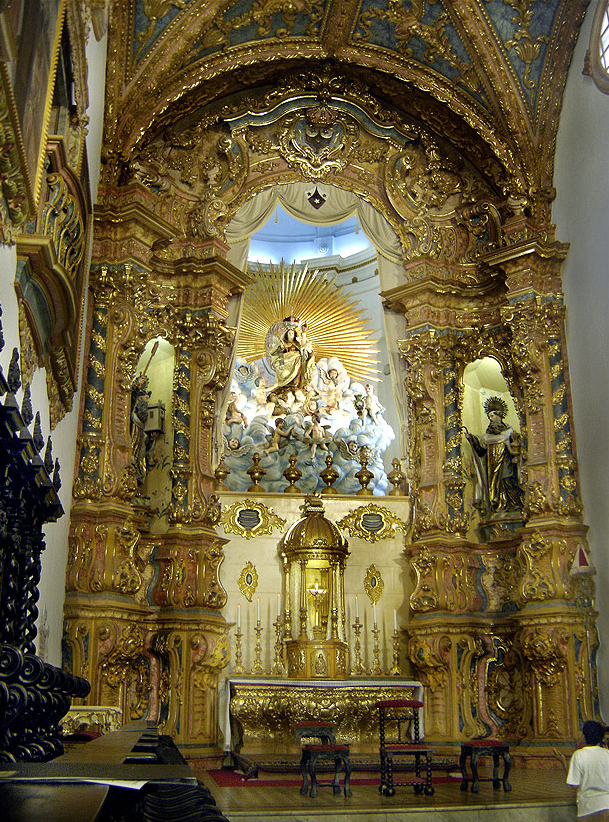
祭坛画
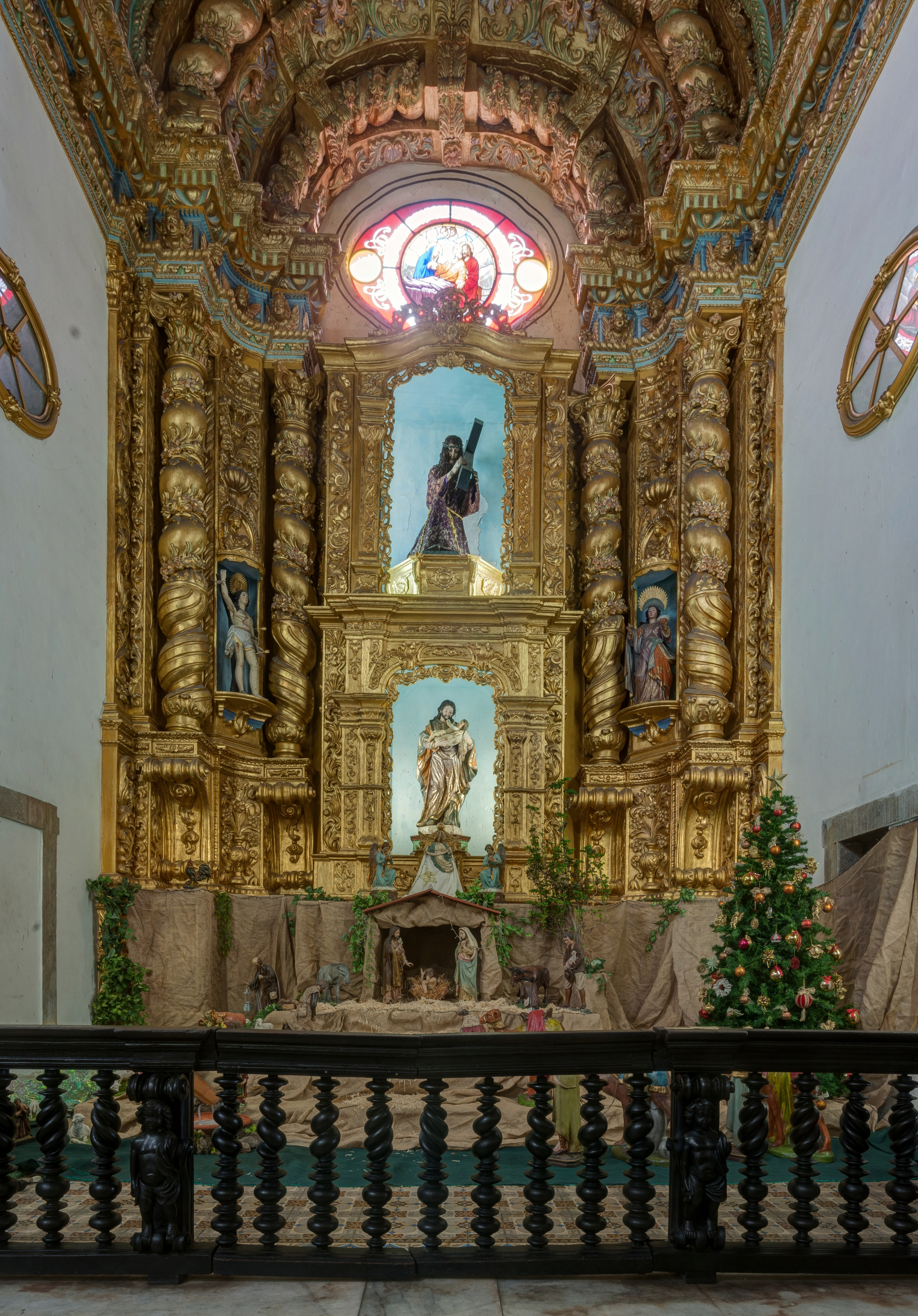
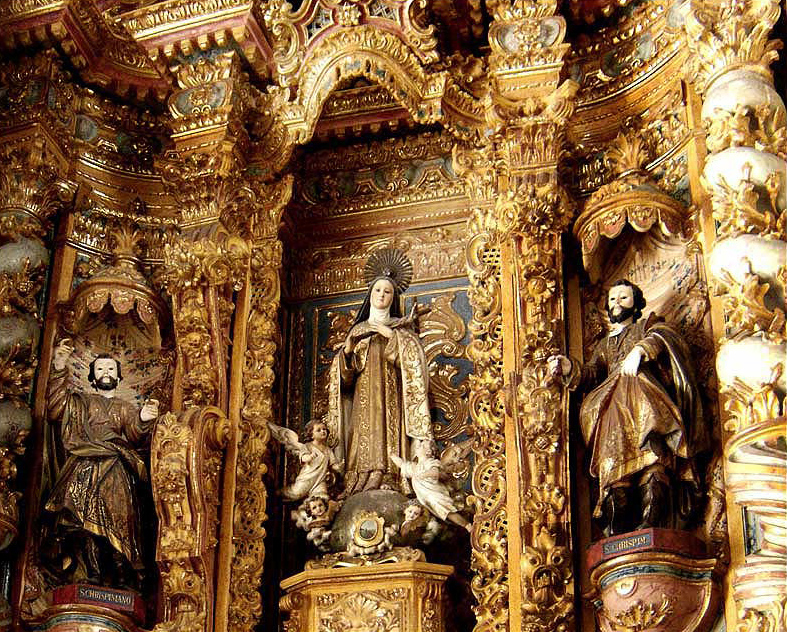
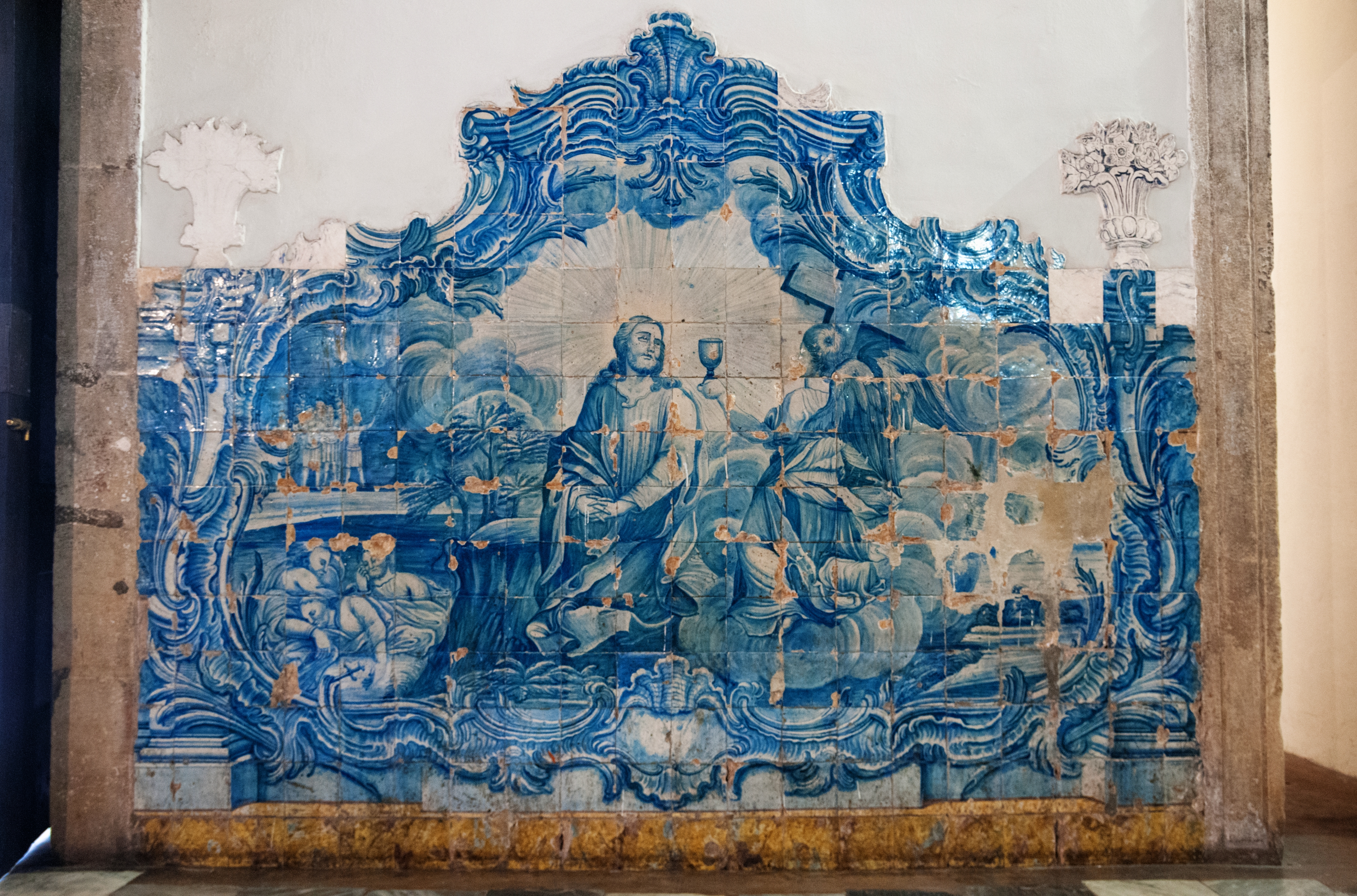
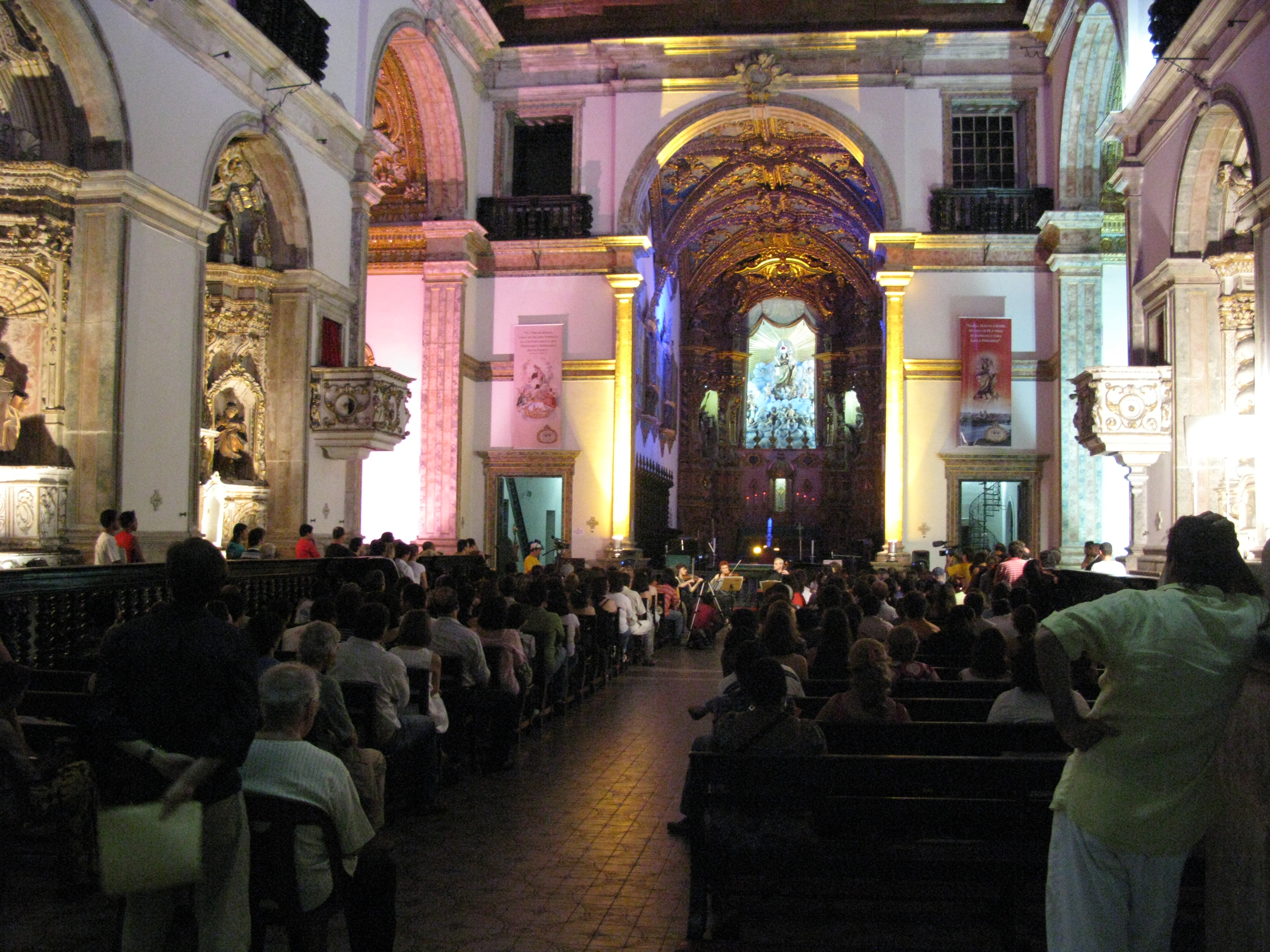

该堂为巴洛克风格。
- 祭坛画[5]